# Tutilo
Tutilo, Tuotilo, Tutilo von Gallen, Tutilo de Gall, Tutilo de San Gall (c. 850-c. 915) fue un monje compositor medieval. Según algunos historiadores, nació en Irlanda, aunque según otros era de Alemania. Se dice que fue un hombre grande y fuerte. 
Se educó y se hizo monje en Saint Gall, Suiza. Era amigo de Notker de San Gall, con quien estudió música.
Tutilo era poeta, compositor de himnos, arquitecto, pintor, escultor, y mecánico. Sus intereses artísticos incluían la iluminación de manuscritos y la música.
Tutilo fue enterrado en una capilla dedicada a Santa Catalina en San Gall, que más tarde fue rebautizada con su nombre. Su fiesta se celebra el 28 de marzo.

## La música de Tutilo
Tutilo dominaba varios instrumentos, entre ellos el arpa. Ha llegado hasta nosotros un único manuscrito de San Gall que data de la época de Tutilo. La mayoría de sus composiciones se han perdido.

## Tutilo en otras artes
James Midgley Clark señala que las obras más interesantes de la abadía de St Gall en Suiza son las tablillas de marfil, atribuidas a Tutilo, que forman la cubierta del Evangelium Longum. Pinturas de Tuotilo se puede encontrar en Konstanz, Metz, Saint-Gall, y Maguncia.

## En el Renacimiento
Tutilo, anacrónicamente, es el nombre de otro personaje renacentista: fue un orador, poeta, creador de himnos, arquitecto, pintor, escultor, trabajador de metal y mecánico con quien no se debe confundir.